# Гимназија „Милош Савковић” Аранђеловац
Гимназија „Милош Савковић” је једина гимназија у Аранђеловцу.

## Историја
Гимназија Милош Савковић је основана 1920. године у Аранђеловцу одлуком краља Александра Карађорђевића. Данашњи назив добила је 1959. године.
Основана је указом Његовог величанства краља Александра Карађорђевића „у име Његовог величанства Петра Првог, по милости божјој и вољи народној, на предлог министра просвете и по саслушању Министарског савета...” од 21.08.1920. године по старом календару.
Аранђеловац је у то доба био среско место са око три хиљаде становника, једним хотелом „Старо здање”, 52 кафане, парком Буковичке бање, са киселом водом, мермерним мајданом, уском пругом, касније и возом из Београда који је петком довозио угледни свет. 
Гимназија је на почетку свог рада била у Среској кући (касније зграда суда), а међу најзаслужнијима за њено утемељење био је и професор Милован Ристић. На почетку је био повереник и заступник директора, а касније и директор гимназије у Аранђеловцу.
Захваљујући Фонду Благоја Јовановића, трговца и његове супруге Цаке, подигнута је задужбинска зграда гимназије. Помогли су ђачки родитељи, варошки трговци и занатлије, сеоски домаћини. Здање је у неколико пута надограђивано. Шездесетих година двадесетог века година и ђаци су мешали малтер и помагали зидарима.
1945.године Аранђеловачка гимназија је променила име у Мешовиту гимназију, а 1955. године у Вишу гимназију. Из пијетета према др Милошу Савковићу познатом српском интелектуалцу и париском докторанту, школске 1959/60. године школа је добила име гимназија "Милош Савковић". 1976. године постаје васпитно-образовни центар "Милош Савковић".Тада је Гимназија пресељена. Последња генерација гимназијалаца је школске 1979/80. године положила испит зрелости . Од 01.09.1990. године гимназија "Милош Савковић" поново образује гимназијалце.
Након извршене адаптације старе зграде, Гимназија се враћа у старе просторије од 01.09.1996. године
Школа је имала јаку кадровску структуру, захваљујући професорима: Миловану Ристићу, Димитрију Првановићу, Александру Ацку Ђокићу, Жики Матијашевићу, Милану Милошевићу, Гаврилу Ковијанићу, Богољубу Тртици, Сергију Уљанову, Јосипу и Бисенији Грушовник, Велизару Бошковићу, Жарку Бабићу, Нади Петковић, Александру Трајковићу, Вери Јовановић и Радомиру Рашку Јовановићу.
Гимназија у Аранђеловцу остварује наставни план и програм друштвено-језичког, природно-математичког смера, општег типа и смера за ученике са посебним способностима за рачунарство и информатику (популарно назван ИТ смер).
Данас је школа модерна Гимназија  у којој се настава обавља у 10 учионица и 4 кабинета. Редовна настава се реализује у две смене. Ученици I и III разреда чине једну смену, а ученици II и IV разреда другу смену. Смене се мењају на месец дана.
Године 2021. објављена је монографија о веку постојања гимназије Милош Савковић.

## Успешни ученици
Гимназију „Милош Савковић” похађали су:
- Мира Ступица (глумица)
- Живан Сарамандић (оперски певач)
- Даница Максимовић (глумица)
- Тања Бошковић (глумица)
- Марко Тодоровић (глумац)
- проф. др Зоран В. Поповић (инжењер електротехнике)
- др Бора Кузмановић (психолог)
- Добрила Илић (глумица)
- др Радослав Ђокић (професор естетике)